# Quiévy
 Quiévy  é uma localidade e comuna francesa, na região de Altos da França, departamento de Norte, no distrito de Cambrai e cantão de Carnières.

## Demografia
| 1962 | 1968 | 1975 | 1982 | 1990 | 1999 |
| ---- | ---- | ---- | ---- | ---- | ---- |
| 2534 | 2469 | 2297 | 2082 | 1848 | 1731 |